# Giao tranh biên giới Afghanistan–Pakistan năm 2017
Lỗi Lua trong Mô_đun:Location_map tại dòng 583: Không tìm thấy trang định rõ bản đồ định vị. "Mô đun:Location map/data/Balochistan Pakistan", "Bản mẫu:Bản đồ định vị Balochistan Pakistan", và "Bản mẫu:Location map Balochistan Pakistan" đều không tồn tại.
Giao tranh Afghanistan-Pakistan năm 2017 là sự cố gi bắn súng qua lại giữa các lực lượng an ninh Pakistan và Afghanistan vào ngày 5 tháng 5, tại khu vực biên giới Chaman của Pakistan. Ít nhất 15 người thiệt mạng ở cả hai bên trong cuộc đụng độ gần biên giới.

## Bối cảnh
Tháng 2 năm 2017, Pakistan đóng cửa biên giới tại Torkham và Chaman do lý do an ninh sau vụ nổ Sehwan. Nhiều giờ sau vụ nổ, quân đội Pakistan đã tiến hành các cuộc tấn công vào các căn cứ quân sự ở Nangarhar, Afghanistan. Nangarhar, Afghanistan. Trong tháng ba, 32 ngày sau khi đóng cửa, Thủ tướng Pakistani Nawaz Sharif đã yêu cầu mở lại biên giới Afghanistan-Pakistan như một "cử chỉ thiện chí". Sau đó, chính phủ Pakistan quyết định hàng rào các phần được lựa chọn của biên giới với Afghanistan. Ngày 5 tháng 4, một phát ngôn viên của Bộ Ngoại giao Afghanistan nói Kabul có thể sử dụng các hành động quân sự nếu ngoại giao không giải quyết được vấn đề rào chắn biên giới.
Biên giới Afghanistan - Pakistan (được gọi là Đường Durand) chạy qua vùng quê của người Pashtun, phân chia khu vực giữa hai nước. Về mặt lịch sử, chính phủ Afghanistan đã tranh chấp biên giới và chống lại các nỗ lực kiểm soát biên giới hoặc đấu kiếm, làm căng thẳng mối quan hệ giữa hai quốc gia. Bộ Ngoại giao Afghanistan tuyên bố họ cũng "cảnh báo" Pakistan không tiến hành điều tra dân số ở các làng gần khu vực biên giới.

## Sự cố
Vào ngày 5 tháng 5, một nhóm điều tra dân số Pakistan đang thu thập số liệu dân số đã bị quân đội Afghanistan tấn công. Các giới chức Pakistan cho biết cuộc chiến đã bắt đầu sau khi lực lượng an ninh Afghanistan bắn vào các công nhân điều tra dân số và quân đội hộ tống họ. Đội đã có mặt tại làng Killi Luqman và Killi Jahangir, gần biên giới phía Pakistan. Theo Pakistan, Cảnh sát Biên giới Afghanistan đã được thông báo trước về các hoạt động điều tra dân số, nhưng quân đội Afghanistan bắt đầu tạo ra những trở ngại cho họ kể từ ngày 30 tháng 4.
Samim Khaplwak, người phát ngôn của quân đội Afghanistan cho thống đốc Kandahar, tuyên bố rằng nhóm điều tra dân số Pakistan đã đi lạc vào Afghanistan. Một phát ngôn viên Bộ Ngoại giao Afghanistan tuyên bố các ngôi làng nằm ở huyện Spin Boldak bên cạnh Đường Durand do Afghanistan can thiệp, xác định họ là Loqman và Haji Nazar. Ông nói rằng các lực lượng Afghanistan bắn vào đội ngũ nhân viên Pakistan. [10]
Đổi lại, lực lượng Pakistan tấn công quân đội Afghanistan. Phía Pakistan, 9 người gồm ba phụ nữ và 5 trẻ em bị giết trong khi 40 người khác bị thương. 4 nhân viên bảo vệ biên giới của Afghanistan đã bị giết chết trong khi 37 người trong đó có 14 lực lượng an ninh bị thương. Hai thường dân Afghanistan đã bị giết chết trong vụ bắn phá ở Pakistan.
Quân đội Pakistan đã tuyên bố đã tiêu diệt ít nhất 5 điểm kiểm soát ở Afghanistan để trả đũa, giết chết hơn 50 nhân viên an ninh Afghanistan và làm bị thương một 100 người khác. Ngoài ra, hai lính Pakistan cũng bị giết và 9 người khác bị thương. Hơn nữa, quân đội nói rằng Afghanistan đã yêu cầu ngừng bắn mà Pakistan chấp nhận. [ Một phát ngôn viên của chính phủ Afghanistan nói rằng họ "hoàn toàn từ chối" số liệu về nạn nhân ở Afghanistan là "rất sai lầm". Phái viên của Afghanistan tới Pakistan Omar Zakhilwal nói rằng chỉ có hai lính Afghanistan bị giết và bảy người bị thương. Ông khẳng định: "Cuộc đụng độ Chaman đã để lại những thương vong, những cái chết và bị thương ở phía Pakistan nhưng chúng tôi, thay vì cử hành lễ kỷ niệm, gọi đó là điều không may và đáng tiếc." 

## Phản ứng
Người phát ngôn của cảnh sát Kandahar nói với Reuters rằng đội Pakistan đã sử dụng cuộc tổng điều tra để che đậy cho "những hoạt động nguy hiểm và khiến dân làng chống lại chính phủ".
Tổng thanh tra của Quân đội Biên giới Pakistan, Thiếu tướng Nadeem Ahmed, nói rằng các lực lượng Afghanistan đã xâm nhập vào lãnh thổ Pakistan và chiếm giữ các vị trí bằng cách chiếm ngôi nhà ở đó. Ông nói rằng người Afghan đã nhắm mục tiêu dân thường và sử dụng dân làng như là lá chắn của con người, nhưng họ rút lui khỏi vị trí của họ sau khi các lực lượng Pakistan phóng thành một cuộc tấn công. [13] Ông cũng nói thêm rằng biên giới quốc tế của Pakistan là "không thể thương lượng và không có thỏa hiệp nào sẽ được thực hiện", và rằng sự xâm lược của Afghanistan là kết quả của sự thông đồng của chính phủ với Ấn Độ.
Chỉ huy Bộ Tư lệnh Miền Nam Pakistan, Trung tướng Aamer Riaz, gọi cuộc tấn công ở Afghanistan là "dại dột" và cho biết Pakistan sẽ đáp lại những cuộc tấn công như vậy với "đầy đủ sức mạnh". Trong cuộc phỏng vấn với đài phát thanh Pakistan, ông nhận xét: "Những cuộc tấn công như vậy sẽ không làm lợi cho Afghanistan theo bất kỳ cách nào và chính phủ của họ nên xấu hổ về những hành động thiếu thận trọng này". Ông nói biên giới Chaman sẽ vẫn đóng cửa cho đến khi "Afghanistan thay đổi hành vi của họ." 
Bộ trưởng Quốc phòng Pakistan Khawaja Muhammad Asif tuyên bố nếu biên giới của Pakistan bị "xâm phạm và phá hoại thêm nữa thì những người chịu trách nhiệm sẽ phải trả giá. Chúng tôi sẽ trả đũa những người gây ra thiệt hại cho chúng tôi". Ông nói Afghanistan đã nhận ra rằng đó là "lỗi", và rằng Pakistan dự kiến sẽ giải quyết vấn đề nhưng nó đã không nhận được một "phản ứng tích cực". Ông cũng kêu gọi chính phủ Afghanistan kết thúc khủng bố.

## Hậu quả
Cửa khẩu qua biên giới đã bị đóng lại do cuộc giao tranh. Khu vực này là nơi định cư của tộc người Achakzai của hai phía biên giới. Sau cuộc giao tranh, dân thường ở cả hai bên đã được di tản đến các địa điểm an toàn hơn. Tại Quetta, Một nhóm người biểu tình đã tổ chức một cuộc biểu tình bên ngoài lãnh sự quán Afghanistan lên án các lực lượng Afghanistan.
Sau một loạt các cuộc họp, cả hai bên bắt đầu đàm phán. Họ đã nhất trí rằng một cuộc khảo sát địa chất chung sẽ được tiến hành để phân định ranh giới khu vực biên giới và Google Maps sẽ được xem xét cho mục đích này. Theo báo Dawn, phía Pakistan "làm rõ" cho những người Afghanistan rằng hai ngôi làng bị ảnh hưởng bởi vụ việc thuộc về biên giới của Pakistan.